# مدرسة سنغافورة الدولية
مدرسة سنغافورة الدولية هي مدرسة دولية خاصة تقع في هونغ كونغ، الصين.

## الروابط الخارجية
- Singapore International School